# 帕貝島 (哈里斯島附近)
帕貝島是蘇格蘭的島嶼，屬於外赫布里底群島的一部分，位於哈里斯島和北尤伊斯特島之間，面積8.2平方公里，最高點海拔高度196米，島上無人居住。
57°46′14″N 7°14′3″W / 57.77056°N 7.23417°W